# Honda Beat
Der Honda Beat ist ein vom japanischen Automobilhersteller Honda zwischen Mai 1991 und Februar 1996 gebauter Roadster der Kei-Car-Klasse. Er basiert auf Teilen des Honda Today und war nur in Japan erhältlich.
Der Honda Beat ist mit einem 656 cm³ großen Dreizylinder-Ottomotor mit 47 kW (64 PS) bei 7800 min−1 ausgestattet. Sein Ansaugsystem heißt MTREC (Multi Throttle Responsive Engine Control) und hat einen Luftsammler und für jeden Zylinder eine eigene Drosselklappe. Der Motor ist vor der Hinterachse (Mittelmotor) angeordnet und seine Kraft wird auf die Hinterachse übertragen. Er war nur mit Handschaltung erhältlich.
Der Honda Beat und Suzuki Cappuccino waren in den frühen 1990er-Jahren in Japan zusammen die ersten Roadster der steuerbegünstigten Kei-Car-Klasse. Insgesamt wurden 33.600 Fahrzeuge produziert. 2003 wurde dieses Konzept von Daihatsu mit dem Daihatsu Copen wieder aufgegriffen.
Seit April 2015 verkauft Honda mit dem S660 wieder einen Roadster im Kei-Car-Format.